# 욧카이치항

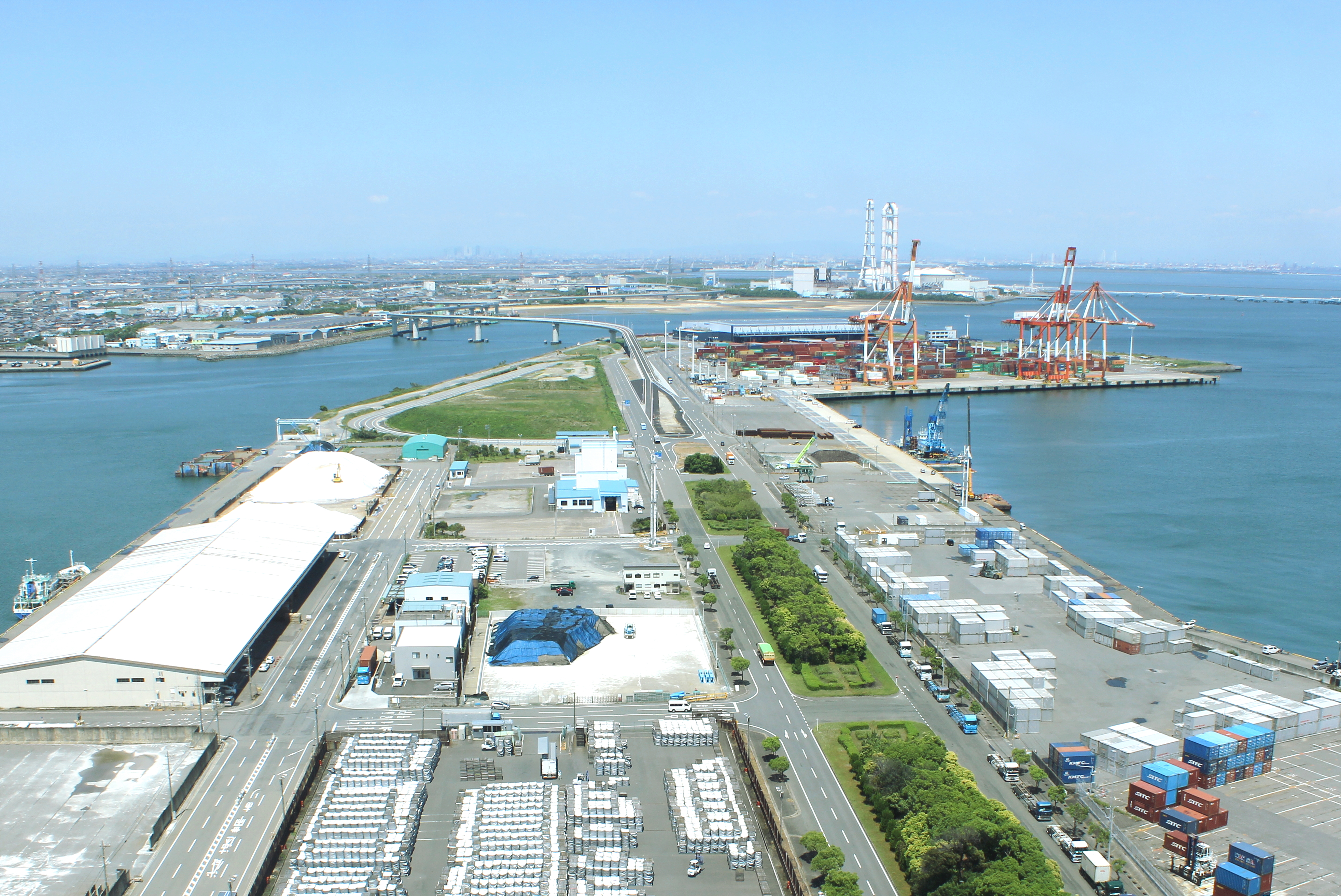

욧카이치항(일본어: 四日市港 욧카이치코[*])은 미에현 욧카이치시에 위치한 항구로, 이세만 북서부에 위치한다.